# 柳生宗冬
柳生 宗冬（やぎゅう むねふゆ）は、江戸時代前期の武士、新陰流の剣豪。幼名は又十郎、諱は宗冬。通称は内膳正、俊矩。
大和国柳生藩初代藩主にして将軍家兵法指南を務めた剣豪・柳生宗矩の子。家督を継承した兄三厳が急死したため、その跡を継ぎ、将軍家兵法指南役に任じられて徳川家綱や徳川綱吉らに新陰流を伝授した。これらの功により加増を重ね、父の死後旗本となっていた柳生家を大名に復帰させた。

## 生涯

### 少年時
慶長18年（1613年） 大和国柳生庄（現在の奈良市柳生町）にて、領主・柳生宗矩の三男として誕生する。

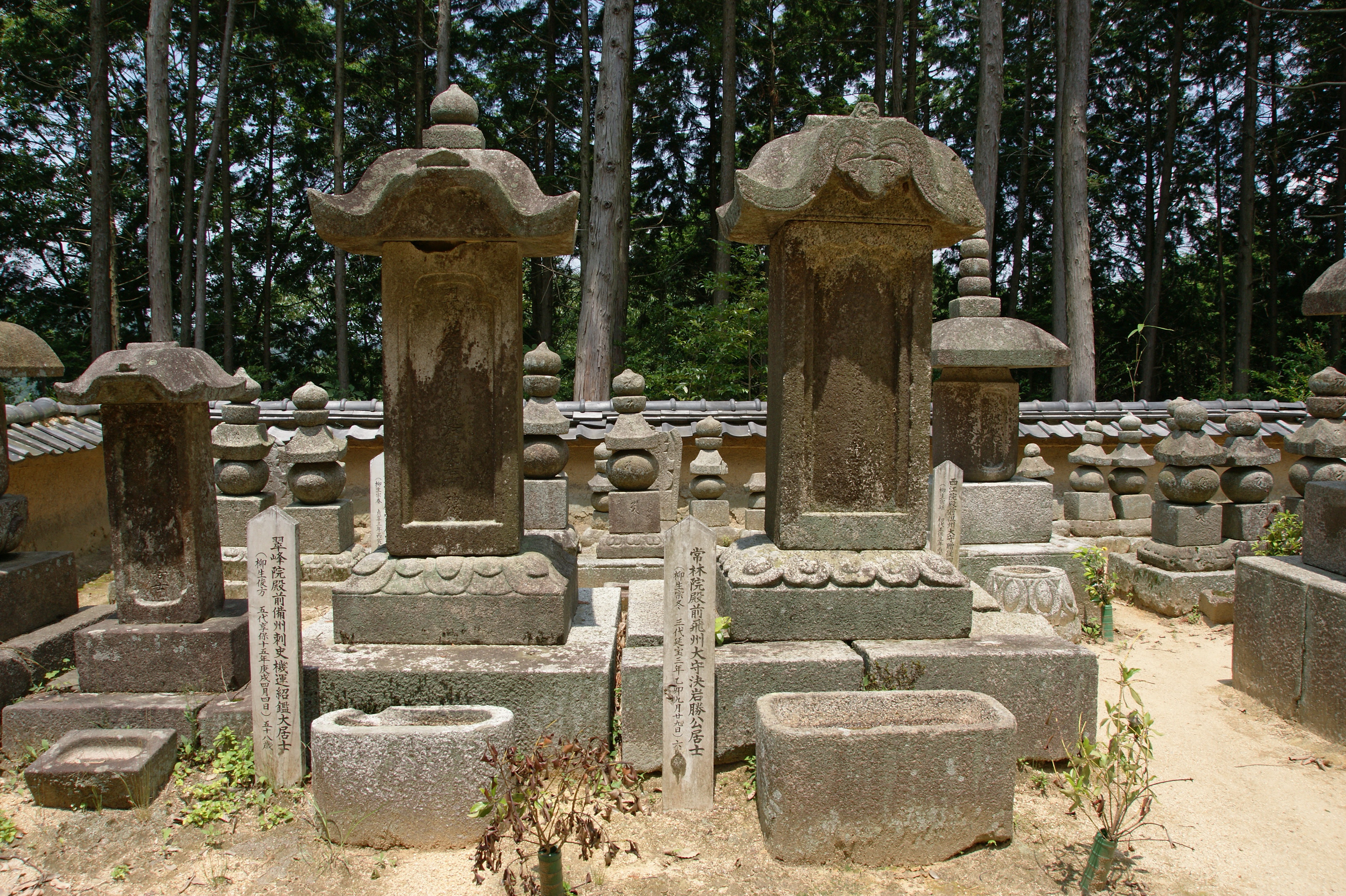
芳徳寺境内にある柳生一族の墓所。右が宗冬の墓

寛永5年（1628年）、14歳の時に徳川3代将軍・徳川家光の小姓となり、やがて書院番に任じられて300石を拝領する。
病弱であったために少年時代は稽古を嫌うところがあったというが、寛永9年（1632年）、18歳の時に喜多十太夫の申楽能の入神の芸を見て感じ入るものがあって日夜兵法に精進するようになり、寛永16年（1639年）には、将軍・家光の兵法上覧に、剣豪として知られる長兄・柳生十兵衛や父の代表的な高弟木村友重（助九郎）と並んで抜擢されるまでになった。

### 家督相続
正保3年（1646年）、父・宗矩が死去すると、その遺言によって遺領1万2千500石を兄・三厳との間で分け与えられ、宗冬は4千石を相続して柳生家から分家した。この時家督を継いだ三厳の石高が1万石を下回ったために、柳生家は宗矩が柳生藩を立藩して以来11年目にして大名から旗本の地位に戻った。また将軍・家光は既に宗矩より新陰流の印可を受けていたこともあり、宗矩の死後改めて師を持つことはなかった。
父の死から4年後の 慶安3年（1650年）に兄・三厳が急死する。三厳には嗣子がいなかったものの、亡き宗矩の勤功を理由に取り潰しは避けるよう取り図られ、宗冬は4千石を返上した上で兄の遺領を継ぎ、柳生家当主となった。
翌慶安4年（1651年）1月に将軍家光が病に倒れると、武芸好きの将軍を慰撫するため諸国の武芸の達人が江戸城に集められ、3カ月間にわたって家光の御前で武芸を披露する上覧会が開かれた。宗冬はこの期間中、2月11日と2月29日に家光に謁見し、3月2日および上覧最終日となった4月14日には、家光や諸大名の前で武芸を披露している。その6日後の4月20日に家光が没すると、跡を継いで4代将軍に就任した徳川家綱に引き続き仕えた。

### 将軍家指南役就任
家光の死から5年後の明暦2年（1656年）、宗冬に対し16歳になった将軍家綱へ新陰流を伝授するよう命が下り、名実ともに父・宗矩の死後空席となっていた将軍家兵法指南役となる。家綱は病弱で生涯病に臥せがちであったが、宗冬の指導の下、剣術を愛好すること甚だしく熱心に稽古を重ねるようになった。
明暦3年（1657年）1月3日、家綱より召されて剣術始めの儀を取り行い、これ以降家綱時代の恒例行事となった。同年12月に従五位下飛騨守に任じられ、寛文元年（1661年）には、館林宰相（後の5代将軍）徳川綱吉からも入門の誓紙を受けて指南するようになる。
寛文4年（1664年）家綱より正式に新陰流入門の誓紙を受け、翌寛文5年（1665年）に印可を与えた。同年1月3日の剣術始めの儀では、16歳となった嫡男・宗春も共に家綱の相手を務め、これ以後家綱の稽古の際には常に宗春も相伴するようになった。
寛文8年（1668年）、大和国山辺郡1700石の加増により総石高1万石となり、父の死から22年ぶりに柳生家は大名に復帰した。
嫡男の宗春が成長すると、虎ノ門本邸での門人の指導は宗春に任せ、自らは芝新堀の別邸で指導を行うようになる。宗春は長者として慕われ、虎ノ門には多くの門人が集ったというが、延宝3年（1675年）1月に突如疱瘡にかかり、同年2月に26歳で没した。

### 最期
嫡男・宗春の死から3か月後の延宝3年（1675年）4月、病に倒れる。
将軍・家綱からは老中久世広之や若年寄土井利房らが見舞いに遣わされ、治療の限りが尽くされたが、遂に回復することはなく、同年9月29日、いよいよ病が重くなったことを自ら悟ると、次男・宗在や家臣たちを集めて子細を遺言書に書き残し、その晩多くの門弟や親族に見守られる中、この世を去った。享年61。
遺体は遺言に基づいて火葬され、江戸の広徳寺に埋葬された。また、故郷である柳生庄にも分骨され、末弟・列堂が住持を務める芳徳寺に墓所が建てられた。

## 逸話

### 史料上の逸話
- 三厳の死により家督を継いだ際、家光の命で、兄の遺児である2人の娘を宗冬が養育することとなり、それぞれ旗本の元に嫁ぐまで育て上げている。[6]
- 早世した異母兄・友矩と親交が深く、著書『宗冬兵法聞書』では「兄左門（友矩）云う」として新陰流の様々な術理について友矩の見解を書き留めている。友矩が27歳で[12]死去した後には友矩の居館を一寺とし、遺領の南大河原に十輪寺を建立してその菩提を弔っている[13]。
- 晩年は池辺を逍遥し、池水に浮沈するボウフラの動きをみて兵術悟道のヒントを得、画師にその絵を描かせ、それにちなんで柳陰とも号した（『玉栄拾遺』）[2]。
- 宗冬が残した遺書は全11条にわたり、遺族や藩士や流儀の門弟、小者の末にいたるまで生き届いた心遣いを記している。一方で、当時芳徳寺の住持を務めながら寺を留守にしがちであった末弟の列堂に対しては厳しく接しており、寺に押し込めるか、反抗するようなら殺してしまうようにと書き遺している[14]。
- 1927年6月16日に広徳寺で行われた区画整理による墓地の改装の際に、小野玄入の作と推測される世界最古（発見当時）の黄楊製木製総義歯が発見された[15][16]。

### 真偽不明の逸話
- 3代将軍家光の命で父・宗矩と立ち合って一本を取られ、「竹刀がもう少し長ければ勝てたのに」と口にしたため、今度は長い竹刀を持って再度父と立ち合うことになったが、面を撃たれて昏倒した（『明良洪範』）[17]。
- 慶安4年（1651年）に家光が開いた兵法上覧会には、宗冬の従兄利厳の子で、尾張徳川家家臣厳包・利方兄弟も招集されており、4月5日から6日の2日間に渡って剣術を披露し、好評を博した[注 9]。この際、利厳の子孫である尾張柳生家には、「家光の命により厳包と宗冬が木刀をもって立ち合った結果、厳包が宗冬の親指を砕いて勝利を収めた」とする口伝が伝わっており、尾張柳生家第11代当主・柳生厳長が昭和32年（1957年）に著書の中で公に紹介して以来、広く知られている[注 10]。ただし前述の通り、4月14日には宗冬が家光と諸大名の前で兵法を披露しているため、その8日前に親指が砕かれたとするのは現実的ではないという意見もある[18]。

## 著作
新陰流兵法口伝の目録
正保4年（1647年）8月、宗冬が印可を受ける以前に書かれた目録。宛名はないが、すでに宗矩と三厳の両名から目録の相伝を受けたとある老臣に乞われて授けたもので、「望まれたために之を遣わすが、まだ相伝を受けた身ではない未熟な自分が書いたものなので、一読したら火中に捨て去るように」とする旨が奥書きに記している。
宗冬兵法聞書
寛永9年（1632年）頃からの父宗矩や兄友矩、沢庵宗彭、荘田教高 等との対話や和歌のやりとりをまとめたもの。
宗冬兵法物語
宗冬が兵法に関して聞き語ったことを荘田教高が記録したもの。

## 宗冬が登場する創作作品
フィクション作品においては、父や兄弟らに比べ剣の才能では見劣りするも、大器晩成の堅実な性格や剣術家の柳生家が徳川時代の武家経営に当たる人物として描かれることがある。

### 映画
- 柳生二蓋笠 （1938年、演：市川右太衛門）
- 柳生武芸帳 （1957年、演：中村扇雀）
- 柳生武芸帳 （1961年、演：和崎隆太郎）
- 柳生武芸帳 独眼一刀流 （1962年、演：品川隆二）
- 柳生一族の陰謀 （1978年、演：工藤堅太郎）
- 魔界転生 （1981年、演：島英津夫）

### テレビドラマ
- 柳生十兵衛　(1970年、演：住吉正博)
- 春の坂道　(1971年、演：清水紘治)
- 柳生一族の陰謀 （1978年、演：島英津夫）
- 柳生あばれ旅シリーズ
  - 柳生あばれ旅 （1980年 - 1981年、演：勝野洋）
  - 柳生十兵衛あばれ旅 （1982年 - 1983年、演：伊庭剛）
- 長七郎江戸日記 （1983年 - 1986年・1988年 - 1991年、演：丹波哲郎（特別出演））
- 風雲 柳生武芸帳 （1985年、演：堤大二郎）
- 柳生十兵衛七番勝負シリーズ （演：森岡豊）
  - 柳生十兵衛七番勝負 （2005年）
  - 柳生十兵衛七番勝負 島原の乱 （2006年）
  - 柳生十兵衛七番勝負 最後の闘い （2007年）
- 柳生一族の陰謀 （2008年、演：金児憲史）
- 柳生武芸帳 （2010年、演：速水もこみち）

### 漫画
- 隻眼獣ミツヨシ （上山徹郎 柳生三姉妹の三女・柳生朱膳胸冬として登場）
- 柳生連也武芸帖　（とみ新蔵　柳生厳包との御前試合で勝利している。実際は厳包の親指打ちが先に入っており、宗冬自身勝ったとは思ってなかった）